# ВЛ40
ВЛ40 — серия опытных советских четырёхосных пассажирских электровозов переменного тока 25 кВ 50 Гц, выпущенных Тбилисским электровозостроительным заводом в 1966 и 1969 гг.
В 1960-х годах НЭВЗ и ТЭВЗ проектировали односекционный пассажирский электровоз с мономоторным приводом, при котором обе колёсные пары одной тележки приводятся общим тяговым двигателем. В результате НЭВЗ ограничился лишь проектом, а ТЭВЗ построил два электровоза массой 88 тонн с несущим кузовом и тележками производства Ворошиловградского завода — ВЛ40-002 в 1966-м году и ВЛ40-001 в 1969.
Помимо небольшого веса, отличительной особенностью данных электровозов являлся мономоторный привод (один тяговый электродвигатель приводил во вращение 2 колёсные пары), а тяговые усилия от тележек на кузов передавались через наклонные тяги. Мощность электровозов составляла не более 3200 кВт. Силовая электрическая схема была позаимствована у электровоза ВЛ80К, имеет те же 33 позиции регулирования напряжения и три ступени ослабления возбуждения (69 %, 50 %, 40 %), схема вспомогательных машин была спроектирована заново — вместо фазорасщепителя был применён фазосдвигающий трансформатор, питающий двухфазные асинхронные двигатели — шесть двигателей вентиляторов и два двигателя компрессоров. Привод колёсных пар каждой тележки — через карданную муфту и односторонний редуктор.
ТЯГОВЫЕ ДВИГАТЕЛИ ОПЫТНЫХ ЭЛЕКТРОВОЗОВ ВЛ40
| Электровоз       | ВЛ40-001           | ВЛ40-002           |
| Двигатель        | ТЛ-1М              | ЭТ-1600            |
| Масса            | 8000 кг            | 6600 кг            |
| Число полюсов    | 12                 | 8                  |
| Часовой режим    | 1600 кВт/530 мин−1 | 1600 кВт/800 мин−1 |
| Длительный режим | 1530 кВт/550 мин−1 | 1440 кВт/895 мин−1 |

Мощность электровозов составляла не более 3200 кВт, тогда как уже в то время рост весов пассажирских поездов требовал более мощных машин, к тому же из Чехословакии уже начались поставки более мощных шестиосных электровозов ЧС4. В связи с этим, электровозы ВЛ40 так и не поступили в нормальную эксплуатацию. Оба электровоза были отставлены ещё до проведения тягово-энергетических испытаний и брошены на путях НЭВЗ-а. На сегодняшний день не сохранились.
Комментарии
1. ↑  Осевая формула советской системы не отражает наличие/отсутствие передачи между осями в тележке.

Источники